# Greatest Hits (album, ABBA)
Greatest Hits je první kompilační album švédské hudební skupiny ABBA, vydané v roce 1975. Ve Skandinávii bylo vydáno již v listopadu 1975, aby předstihlo konkurenční importovaná albaskupiny z jiných evropských zemí, ve kterých vlastníci autorských práv počítali také s vydáním kompilace, například ve Francii label Disques Vogue uvolnil desku ABBA's Greatest Hits a v Západním Německu Polydor pak desku The Best Of ABBA.
V roce 1976 se album stalo nejlépe prodávajícím ve Spojeném království, celkově je pak v této zemi na druhém místě v prodejnosti všech alb ABBY.. Druhá kompilace, která následovala byla Greatest Hits Vol. 2, vydaná v roce 1979.
Navzdory názvu desky Greatest Hits se pouze polovina skladeb předtím umístila na předních příčkách hitparád ve formě singlu ve velkých zemích. Píseň Dance (While The Music Still Goes On) nebyla do té doby vydána jako singl vůbec. Skladby Waterloo, SOS, Mamma Mia a později Fernando se probojovaly do první desítky (Top 10) hitů ve Velké Británii a několika dalších státech, ačkoli jen první z nich byla hodnocena v Top 10 ve Spojených státech. V Austrálii, kde již předtím několik skladeb alba dosáhlo první příčky hitparády, byla deska v prodejnosti poražena místní kompilací The Best Of ABBA, vydanou lokální firmou.
K albu existují dva obaly. Původní, který nebyl použit ve všech zemích, je od Hanse Arnolda. Jiný design má obal pro Spojené království, USA a některé další země.

## Seznam skladeb
Všechny skladby složili Benny Andersson a Björn Ulvaeus, pokud není uvedeno jinak.

### Strana A
1. SOS (Benny Andersson, Stig Anderson, Björn Ulvaeus) – 3:22
2. He Is Your Brother – 3:17
3. Ring Ring (Benny Andersson, Stig Anderson, Björn Ulvaeus, Neil Sedaka, Phil Cody) – 3:03
4. Hasta Mañana (Benny Andersson, Stig Anderson, Björn Ulvaeus) – 3:09 Není na vydání v severní Americe
5. Nina, Pretty Ballerina – 2:52
6. Honey, Honey (Benny Andersson, Stig Anderson, Björn Ulvaeus) – 2:55
7. So Long – 3:06

### Strana B
1. I Do, I Do, I Do, I Do, I Do (Benny Andersson, Stig Anderson, Björn Ulvaeus) – 3:15
2. People Need Love – 2:43
3. Bang-A-Boomerang (Benny Andersson, Stig Anderson, Björn Ulvaeus) – 3:02
4. Another Town, Another Train – 3:10
5. Mamma Mia (Benny Andersson, Stig Anderson, Björn Ulvaeus) – 3:32
6. Dance (While The Music Still Goes On) – 3:05
7. Waterloo (Benny Andersson, Stig Anderson, Björn Ulvaeus) – 2:42

(P)1972 (2,9) / 1973 (3,5,11) / 1974 (4,6-7,13-14) / 1975 (1,8,10,12) Polar Music
International AB
V roce 2006 vyšlo album v reedici na kompaktním disku k 30. výročí vydání. Design a seznam skladeb byl použit na základě vydání desky v Norsku a Dánsku roku 1976.

## Seznam skladeb (vydání v USA)
Všechny skladby složili Björn Ulvaeus a Benny Andersson, pokud není uvedeno jinak.

### Strana A
1. SOS (Benny Andersson, Stig Anderson, Björn Ulvaeus) – 3:22
2. He Is Your Brother – 3:17
3. Ring Ring (Benny Andersson, Stig Anderson, Björn Ulvaeus, Neil Sedaka, Phil Cody) – 3:03
4. Another Town, Another Train – 3:10
5. Honey, Honey (Benny Andersson, Stig Anderson, Björn Ulvaeus) – 2:55
6. So Long – 3:06
7. Mamma Mia (Benny Andersson, Stig Anderson, Björn Ulvaeus) – 2:54

### Strana B
1. I Do, I Do, I Do, I Do, I Do (Benny Andersson, Stig Anderson, Björn Ulvaeus) – 3:15
2. People Need Love – 2:43
3. Waterloo (Benny Andersson, Stig Anderson, Björn Ulvaeus) – 2:42
4. Nina, Pretty Ballerina – 2:52
5. Bang-A-Boomerang (Benny Andersson, Stig Anderson, Björn Ulvaeus) – 3:02
6. Dance (While The Music Still Goes On) – 3:05
7. Fernando – 4:15

## Hitparády
Album - Evropa
| Rok  | Hitparáda        | Pořadí |
| ---- | ---------------- | ------ |
| 1976 | UK Album Chart   | 1      |
| 1976 | Norská hitparáda | 1      |

Album - Severní Amerika
| Rok  | Hitparáda            | Pořadí |
| ---- | -------------------- | ------ |
| 1976 | Billboard 200 - USA  | 48     |
| 1976 | RPM albums - Kanada  | 2      |
| 1977 | CRIA albums - Kanada | 6      |

Singly - Evropa
| Rok  | Singl    | Hitparáda        | Pořadí |
| ---- | -------- | ---------------- | ------ |
| 1976 | Fernando | UK Singles Chart | 1      |
| 1976 | Fernando | Norská hitparáda | 2      |

Singly – Severní Amerika
| Rok  | Singl    | Hitparáda                          | Pořadí |
| ---- | -------- | ---------------------------------- | ------ |
| 1976 | Fernando | Billboard Hot 100 - USA            | 13     |
| 1976 | Fernando | Billboard Adult Contemporary - USA | 1      |
| 1976 | Fernando | Cashbox singles - USA              | 10     |
| 1976 | Fernando | RPM singles - Kanada               | 4      |
| 1976 | Fernando | RPM Adult Contemporary - Kanada    | 1      |
| 1976 | Fernando | Steede Report airplay - Kanada     | 2      |